# زلوطیه
زلوطیه (به عربی: الزلوطیة) یک منطقهٔ مسکونی در لبنان است که در شهرستان صور واقع شده‌است.